# St. Gregor (Vatersdorf)

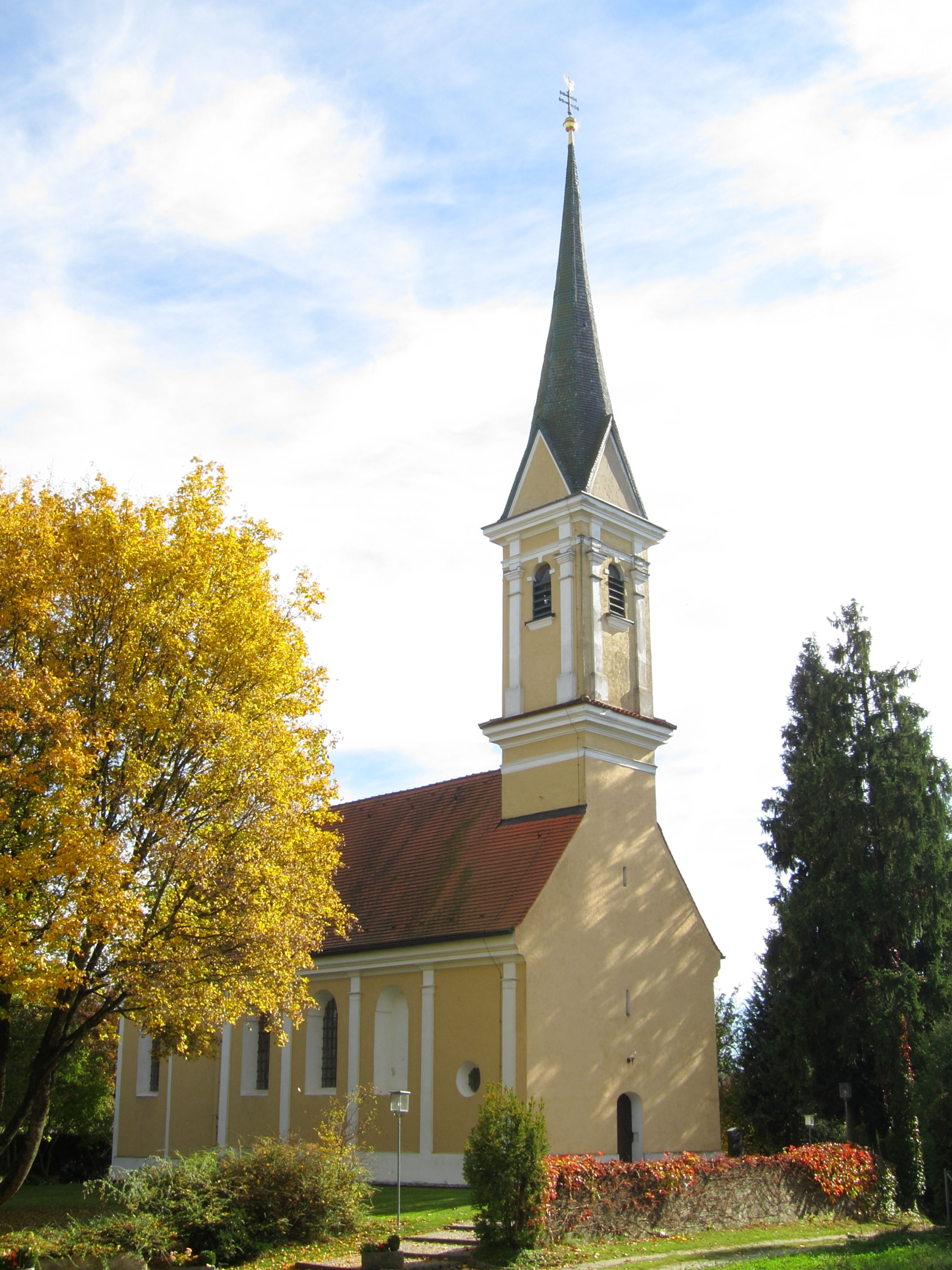
Außenansicht der Filialkirche St. Gregor von Nordwesten

Die römisch-katholische Filialkirche St. Gregor in Vatersdorf, einem Gemeindeteil der Gemeinde Buch am Erlbach im niederbayerischen Landkreis Landshut, gehört zum 2014 gegründeten Pfarrverband Steinzell im Erzbistum München und Freising und zum Dekanat Geisenhausen. Das Patrozinium des heiligen Gregor wird am 3. September gefeiert. Die Kirche wird als Baudenkmal unter der Aktennummer D-2-74-121-19 geführt. „Untertägige mittelalterliche und frühneuzeitliche Befunde im Bereich der Kath. Filialkirche St. Gregor in Vatersdorf, darunter Spuren von Vorgängerbauten bzw. älteren Bauphasen“ werden zudem als Bodendenkmal unter der Aktennummer D-2-7538-0313 genannt.

## Geschichte
Vatersdorf wurde im 11. Jahrhundert unter Bischof Nitker erstmals erwähnt. Der heutige Chor entstand in der Spätgotik um 1500. 1730 wurde die Kirche unter dem Münchner Maurermeister Georg Mayr barockisiert; dabei wurden das heutige Langhaus und der Turm angebaut. In einer Beschreibung von 1738/40 hieß es über die Kirche: noviter reparata (lat. „neu repariert“). 1985 erhielt die Kirche ein neues Dach und neue Fenster.

## Architektur

### Außenbau
Die nach Osten ausgerichtete Saalkirche umfasst einen wenig eingezogenen, spätgotischen Chor mit zwei Jochen und Schluss in drei Achteckseiten sowie ein barockes Langhaus mit drei Jochen. Die beiden Baukörper sind unter einem gemeinsamen Satteldach vereinigt. Die Sakristei wurde in der Barockzeit südlich an den Chor angebaut. Der ebenfalls barocke Turm ist in die Westfassade eingefügt. Im Turmerdgeschoss befindet sich eine Vorhalle, die durch das rundbogige Kirchenportal zugänglich ist. Die seit 1973/74 mit einer barocken ockergelben Farbtönung versehene Kirche ist außen durch weiße Lisenen und Pilaster sowie einen umlaufenden Sockel gegliedert. Am Chor finden sich außerdem schwache Dreieckstreben und ein Dachfries.

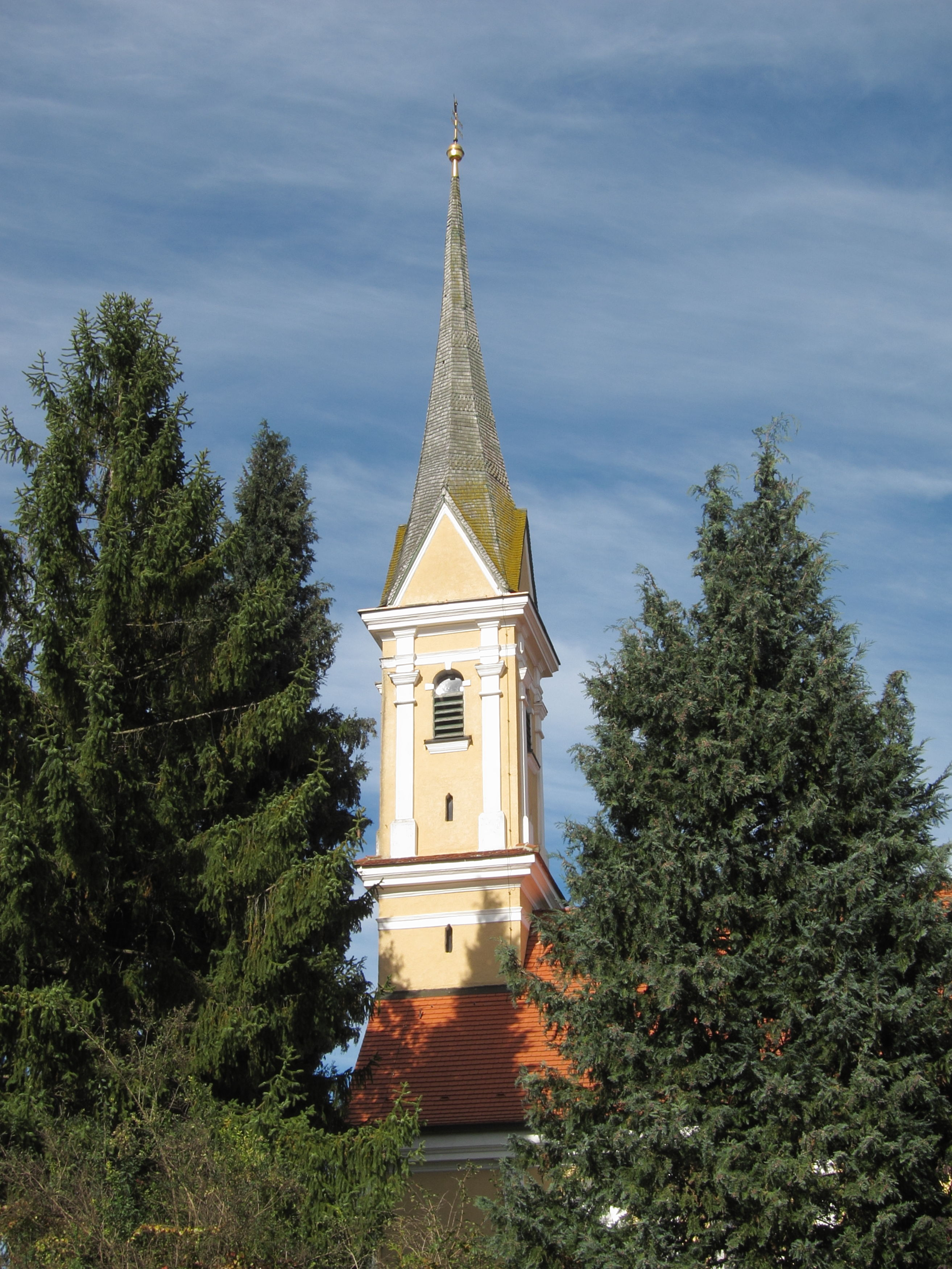
Turm von Süden

Der Turm erhebt sich über quadratischem Grundriss und wird durch ein weit ausladendes Gesims knapp über der Firsthöhe des Langhauses charakterisiert. Darüber erhebt sich das durch Pilaster gegliederte Glockengeschoss mit allseitigen, rundbogigen Schallöffnungen. Den oberen Abschluss bildet ein Spitzhelm mit Doppelkreuz und Wetterhahn über vier Dreiecksgiebeln. Der heute schindelgedeckte Turmabschluss ersetzt seit dem 19. Jahrhundert die barocke Turmzwiebel.

### Innenraum
Chor und Langhaus werden von einem barocken Tonnengewölbe mit Stichkappen überspannt. Dieses wird durch Pilaster gegliedert. Auch in der Sakristei befindet sich ein barockes Gewölbe.

## Ausstattung
Der barocke Hochaltar von 1685, dessen Aufbau von vier gewundenen, weinlaubumrankten Säulen getragen wird, enthält im Zentrum eine Holzfigur des Papstes Gregor. Als Assistenzfiguren fungieren der heilige Sebastian (links) und der heilige Florian (rechts). Bei der Renovierung 1973/74 wurden die Kanzel und die Seitenaltäre, beide im Stile des späten Rokoko ausgeführt, entfernt. Erhalten sind eine Figur des heiligen Leonhard von 1700 sowie eine Figur Josef, der Landshuter Bildhauer Christian Jorhan der Ältere um 1758 schuf. Votivtafeln aus den Jahren 1735 bis 1942, die unter der Empore angebracht sind, zeugen von der früheren St.-Leonhard-Wallfahrt nach Vaterstetten. An der Nordseite des Kirchenschiffs ist das ehemalige Kanzelkreuz mit einer Mater Dolorosa aus der zweiten Hafte des 18. Jahrhunderts angebracht. Auf der gegenüberliegenden Seite befindet sich eine Figur der heiligen Katharina von 1880. Der 1985 restaurierte Kreuzweg wurde von dem Freisinger Maler Peter Elmer im 19. Jahrhundert geschaffen.

### Orgel
Die Orgel wurde im Juni 2000 von der Orgelbaufirma Georg Weishaupt aus Westendorf fertiggestellt und am 2. Juli 2000 geweiht. Sie ist das Meisterstück des damals bei Weishaupt angestellten Orgelbaumeisters Dirk Banzhof. Das Instrument wurde von dem in Vatersdorf ansässigen Unternehmer Kastulus Bader gestiftet. Das Schleifladeninstrument mit mechanischen Spiel- und Registertrakturen umfasst vier Register auf einem Manual und angehängtem Pedal. Die Disposition lautet wie folgt:
| I Manual |            |       |
| 1.       | Gedeckt    | 8′    |
| 2.       | Rohrflöte0 | 4′    |
| 3.       | Principal  | 2′    |
| 4.       | Quinte     | 1 ⁄3′ |

| Pedal     |
| angehängt |

### Glocken
In dem Dachreiter der Filialkirche befinden sich drei Glocken. Die größte wurde 1947 von den Familien Leipfinger-Bader gestiftet und von Karl Czudnochowsky aus Erding gegossen. Sie ist dem heiligen Antonius geweiht. Ihr Durchmesser beträgt 67 Zentimeter, ihr Schlagton ist h1. Die beiden spätgotische Glocken stammen von dem Landshuter Glockengießer Hans Graf. Die ältere wurde 1522 gegossen und hat einen Durchmesser von 56,5 Zentimetern. Sie ist der heiligen Maria geweiht und trägt die Umschrift † Anno · dni · mo · vc · xxii · iar · gos · mich · hans · graf · in · den · eren · maria in gotischen Minuskeln. Ihr Schlagton ist g2. Die zweite spätgotische Glocke stammt aus dem Jahr 1528 und hat einen Durchmesser von 40,5 Zentimetern. Ihre Umschrift lautet: o · rex · glorie · vene · cvm · pace · ano · dni · m · vc · xxviii · hans graf. Sie besitzt den Schlagton es3.